# Hit the Lights (canção de Selena Gomez & the Scene)
"Hit the Lights" é uma canção da banda norte-americana Selena Gomez & the Scene, lançada pela Hollywood Records em 16 de novembro de 2011 como o terceiro single do seu terceiro álbum de estúdio When the Sun Goes Down. Foi escrita por Leah Heywood, Daniel James, Tony Hilsson e produzida por Dreamlab. O videoclipe foi gravado em outubro de 2011 e lançado na mesma data do lançamento da canção como single.
No mês de julho em 2013 a conceituada Billboard atualizou as vendas de singles e álbuns da cantora, nas atualizações Hit The Lights aparece com a marca de 500 mil cópias vendidas em território americano, o que torna a música certificado de Ouro, porém sem entrega de disco oficialmente pela responsável RIAA. 'Hit the Lights' foi o último single lançado pela banda com os vocais de Selena, a cantora lançaria seu próximo single em carreira solo.

## Antecedentes e promoção
Gomez fez uma apresentação ao vivo junto com sua banda The Scene apresentou no dia 6 de Novembro de 2011 no MTV Europe Music Awards. "Hit the Lights" é usada em um comercial de um reality show da E!. A canção também foi performada em todos os shows da "We Own the Night Tour", que passou por Estados Unidos, Canadá, Brasil e outros países da América Latina.

## Composição
"Hit the Lights" é uma canção de música disco. A obra aborda expressões mais adultas diante das situações da vida. A faixa é definida no tempo de 132 batidas por minuto e composta na chave de sol maior. A faixa segue a progressão harmônica de ré3 e si4.

## Apresentações ao vivo
A canção foi apresentada pela banda no MTV Europe Music Awards em 2011, premiação na qual Gomez também apresentava. Ela vestia uma peça roxa, brilhosa.Selena Gomez também fez uma apresentação da música no especial New Year's Eve da MTV no dia 31 de dezembro de 2011,onde também performou a canção Love You Like a Love Song.

## Vídeo musical

### Antecedentes
Em setembro de 2011, Selena Gomez anunciou que estava gravando um vídeo de seu novo single a ser lançado no dia 16 de novembro. O vídeo da música estreará em 16 de Novembro de 2011, Gomez usou as redes sociais para divulgar prévias do seu clipe. O vídeo foi filmado em Santa Clara, Califórnia e dirigido por Philip Andelman.

### Sinopse
O vídeo musical inicia com Gomez numa fazenda, cantando em frente de gigantes balões amarelos. Logo depois ela e sua banda saem correndo atrás dos grandes balões amarelos, e subitamente, a banda aparecem ao meio de uma plantação de milho e abóboras e lá eles se divertem, pulam e dançam. Gomez e sua banda aparecem em uma traseira de uma caminhonete que os levam de encontro uma névoa colorida que os transportam para uma rua com fumaça e cada um com uma lanterna na mão, nesta cena todos dançam as luzes das lanternas e logo o cenário muda mais uma vez, Gomez se encontra em um clube de dança que se alterna com as mais diversas cores em uma casa e outra balada em meio as árvores. Gomez aparece em uma sala cheia de balões cor de rosa, a cena muda novamente. Ela e sua banda aparecem em um campo de futebol dançando, e Gomez vai ao meio do campo e fogos de artifício saem do chão. O vídeo musical termina com Gomez brincando com fogos de artificio.

## Faixas e formatos
Foi lançado um extended play contendo remixes da faixa , através da loja do iTunes , além de download digital pela mesma loja nos Estados Unidos.
| Download digital |                  |                                          |         |  |
| N.º              | Título           | Compositor(es)                           | Duração |  |
| 1.               | "Hit the Lights" | Leah Haywood, Daniel James, Tony Nilsson | 3:14    |  |

| Extended play (EP) de remixes |                                                                             |                |         |  |
| N.º                           | Título                                                                      | Compositor(es) | Duração |  |
| 1.                            | ""Hit the Lights" (Azzido da Bass Radio Mix)" (mixada por Bass Radio)       |                | 3:07    |  |
| 2.                            | ""Hit the Lights" (Azzido da Bass Extended Mix)" (mixada por Bass Extended) |                | 4:03    |  |
| 3.                            | ""Hit the Lights" (Azzido da Bass Club Mix)" (remixada por Bass Club)       |                | 4:59    |  |
| 4.                            | ""Hit the Lights" (Dave Audé Extended Club)" (remixada por Dave Audé)       |                | 6:12    |  |
| 5.                            | ""Hit the Lights" (Dave Audé Dub Remix)" (remixada por Dave Audé)           |                | 5:51    |  |
| 6.                            | ""Hit the Lights" (Dave Audé Radio Edit)" (remixada por Dave Audé)          |                | 3:24    |  |
| 7.                            | ""Hit the Lights" (Jump Smokers Remix)" (remixada por Jump Smokers)         |                | 4:41    |  |
| 8.                            | ""Hit the Lights" (MD's Radio Mix)" (remixada por MD's)                     |                | 3:06    |  |
| 9.                            | ""Hit the Lights" (MD's Remix)" (remixada por MD's)                         |                | 6:05    |  |

## Desempenho nas paradas musicais

### Posições
| Parada (2011)                                      | Melhor posição |
| -------------------------------------------------- | -------------- |
| Bélgica (Ultratip - Flanders)                      | 11             |
| Bulgária (Bulgaria Top 40) \|align="center"\|37    |                |
| Canadá (Canadian Hot 100) \|align="center"\|55     |                |
| Canadá (Digital Songs) \|align="center"\|47        |                |
| Eslováquia (IFPI Slovenská Republika)              | 33             |
| Estados Unidos (US Bubbling Under Hot 100 Singles) | 3              |
| Rússia (Russian Music Charts)                      | 63             |

 
|

### Certificações
| País                  | Certificação |
| --------------------- | ------------ |
| Estados Unidos - RIAA | Platina      |

## Histórico de lançamento
| País           | Data                                                                  | Formato          | Gravadora         |
| -------------- | --------------------------------------------------------------------- | ---------------- | ----------------- |
| Mundo          | 17 de novembro de 2011                                                | Download digital | Hollywood Records |
| Brasil         | 20 de janeiro de 2012 \|align="center" rowspan="9"\| Remixes EP       |                  | Hollywood Records |
| Países Baixos  | 20 de janeiro de 2012 \|align="center" rowspan="9"\| Remixes EP       |                  | Hollywood Records |
| Suíça          | 20 de janeiro de 2012 \|align="center" rowspan="9"\| Remixes EP       |                  | Hollywood Records |
| França         | 23 de janeiro de 2012                                                 |                  | Hollywood Records |
| Finlândia      | 23 de janeiro de 2012                                                 |                  | Hollywood Records |
| Portugal       | 23 de janeiro de 2012                                                 |                  | Hollywood Records |
| Bélgica        | 23 de janeiro de 2012                                                 |                  | Hollywood Records |
| Alemanha       | 27 de janeiro de 2012                                                 |                  | Hollywood Records |
| Áustria        | 27 de janeiro de 2012                                                 |                  | Hollywood Records |
| Estados Unidos | 10 de abril de 2012 \|align="center" rowspan="1"\| Estreia nas rádios |                  | Hollywood Records |